# Tom Hodgson
Thomas Sherlock „Tom“ Hodgson (* 5. Juni 1924 in Toronto, Ontario, Kanada; † 27. Februar 2006 in Peterborough, Ontario) war ein kanadischer Künstler, der als Mitglied der avantgardistischen Künstlergruppe Painters Eleven bekannt wurde, die in den 1950er Jahren die abstrakte Kunst in Ontario prägte. Gleichzeitig war er ein erfolgreicher Kanute, der Kanada bei den Olympischen Sommerspielen 1952 und 1956 vertrat.

## Leben
Tom Hodgson wurde 1924 in Toronto geboren. Sein Interesse an der Kunst wurde durch die Teilnahme an Kunstkursen an der AGO (Art Gallery of Ontario) geweckt. Während des Zweiten Weltkriegs diente er in der Royal Canadian Air Force und begann während seiner Ausbildung zum Piloten zu malen. Nach seinem Dienst in der kanadischen Luftwaffe absolvierte er eine formale Kunstausbildung am Ontario College of Art, die er 1946 abschloss, und wagte den Sprung in die Werbebranche. Zunächst arbeitete Tom Hodgson erfolgreich als freiberuflicher Illustrator, Layouter und Artdirector. Seine künstlerische Karriere begann jedoch, als er sich Organisationen wie der Ontario Society of Artists, der Royal Canadian Academy of Arts, der Canadian Group of Painters und der Canadian Society of Painters in Watercolors anschloss. Seine Werke zeichnen sich durch große Formate, kräftige Farben und gestische Pinselstriche aus. Kritiker loben seine Fähigkeit, Emotionen und Erinnerungen durch abstrakte Kompositionen zu vermitteln. Neben seiner Arbeit als Maler unterrichtete Hodgson am Ontario College of Art, wo er später Professor wurde.
Tom Hodgson war auch Gründungsmitglied der Painters Eleven, einer Künstlergruppe, die die abstrakte Malerei in Kanada propagierte.

## Painters Eleven
Die Painters Eleven, eine Künstlergruppe, die in der Hütte der Künstlerin Alexandra Luke an der Grenze zwischen Oshawa und Whitby gegründet wurde, hatte sich zum Ziel gesetzt, die rückständige Kunstszene zu modernisieren und die abstrakte Kunst in Kanada bekannt zu machen. Die Gruppe wollte erreichen, dass die abstrakte Malerei, eine damals wenig bekannte Kunstrichtung ohne konkrete Themen, ernst genommen wurde. Trotz anfänglicher Skepsis der Öffentlichkeit gelang es ihnen, innerhalb von nur sechs Jahren zu einer Legende der kanadischen Kunstgeschichte zu werden.  
Die Mitglieder der Gruppe unterschieden sich in Persönlichkeit und Stil. Jack Bush, der Erfolgreichste der Gruppe, arbeitete als professioneller Werbekünstler. Harold Town fiel durch sein exzentrisches Auftreten auf, während Hortense Gordon, die Älteste der Gruppe, eine pensionierte Lehrerin war. Oscar Cahén (* 1916 in Kopenhagen), ein Künstler europäischer Herkunft, brachte Einflüsse aus Frankreich und Italien mit. Der gemeinsame Nenner war ihr Engagement für die abstrakte Kunst.  
Tom Hodgson war eine bemerkenswerte Ausnahme: Er war nicht nur Maler, sondern auch ein erfolgreicher Kanute, der Kanada bei den Olympischen Spielen 1952 und 1956 vertrat. In seinem Werk verband Hodgson die Dynamik und Energie des Sports mit seinem künstlerischen Ausdruck. Kritiker bemerkten, dass seine Abstraktionen den kraftvollen Schwung seiner Paddelbewegungen widerspiegelten.
Die Painters Eleven begannen ihre Ausstellungskarriere mit einer Ausstellung in der Roberts Gallery in Toronto, die zwar gut besucht war, aber keine Verkäufe brachte. Später wurden ihre Werke jedoch anerkannt und einige Mitglieder, darunter Tom Hodgson, erlangten individuelle Bekanntheit. In den 1960er Jahren prägte eine neue moralische Offenheit auch die Gruppendynamik, etwa bei unkonventionellen Atelierpartys.  Bei einem nächtlichen Trinkfest Mitte der 1960er Jahre in Hodgsons Atelier wurde das Buffet – Wurst, Obst, Brot etc. – hübsch auf dem nackten Körper eines auf dem Arbeitstisch liegenden Modells arrangiert.
Ein tragisches Ereignis erschütterte die Gruppe, als Oscar Cahén 1956 bei einem Autounfall ums Leben kam. Vor allem Tom Hodgson, der Cahen als Mentor schätzte, traf dieser Verlust schwer. Noch zwei Jahre später trauerte er. „Oscar war einer der Größten der Welt“, sagte er mir, „und jetzt ist alles vorbei, es wird niemanden mehr wie ihn geben.“ Trotz dieses Rückschlags setzten die Künstler ihre Arbeit fort. In den folgenden Jahrzehnten geriet Hodgson, wie viele seiner Zeitgenossen, aus dem Blickfeld der Kunstszene. Dank des Engagements von Kunsthändlern wie Christopher Cutts wurden Hodgsons Werke jedoch wiederentdeckt und erzielten steigende Preise. Am Ende seines Lebens wurde seine Kunst in Toronto erneut gewürdigt.
Tom Hodgson selbst verstand seine Arbeit nicht nur als künstlerisches, sondern auch als soziales Projekt. Mit seinen Wandmalereien und abstrakten Arbeiten wollte er dazu beitragen, Kunst einem breiten Publikum zugänglich zu machen. Dieser utopische Anspruch prägte die Painters Eleven insgesamt: Sie träumten von einer Gesellschaft, in der Kunst das Leben aller bereichern kann.
Trotz seiner Erfolge hatte Tom Hodgson mit finanziellen Schwierigkeiten zu kämpfen. Aus Materialmangel übermalte er später einige seiner ursprünglichen Leinwände. 1993 wurden viele seiner Werke bei einem Brand vernichtet. Am 27. Februar 2006 starb er nach langer Krankheit an Alzheimer in Peterborough, Ontario.
Tom Hodgson überlebte die anderen zehn Mitglieder der Painters Eleven. Mit seinem Tod am 27. Februar im Alter von 81 Jahren in einem Pflegeheim in Toronto endete die Geschichte der Painters Eleven.

## Olympische Laufbahn
Neben seiner künstlerischen Tätigkeit war Hodgson ein herausragender Kanute. Er gewann 21 nationale Titel und vertrat Kanada bei den Olympischen Spielen 1952 in Helsinki und 1956 in Melbourne. Dabei erreichte er im Zweier-Canadier respektable Platzierungen, darunter einen achten Platz über 1000 Meter (1952) und einen neunten Platz über 10.000 Meter (1956).

## Bedeutung und Vermächtnis
Tom Hodgson hatte zahlreiche Einzelausstellungen, unter anderem in der Gallery of Contemporary Art (1957), und erhielt mehrere Auszeichnungen, darunter den Monsanto Canadian Art Prize (1957) und ein Stipendium des Canada Council for the Arts (1963–64).
Tom Hodgsons Werke befinden sich in bedeutenden Sammlungen wie der National Gallery of Canada und der Art Gallery of Ontario. Sein Beitrag zur abstrakten Kunst und zur kanadischen Kultur ist unbestritten, und er wird sowohl als Künstler als auch als Sportler in Erinnerung bleiben.